# 贪吃蛇大作战

游戏截图

《贪吃蛇大作战》是一款2016年上线的休闲游戏，玩法类似于1990年代开始流行的经典游戏《贪吃蛇》，发行方为武汉微派网络，截止2021年年末，游戏提供Android版和iOS版。

## 历史
2016年，《贪吃蛇大作战》上线，同年9月成为全球iOS下载收入第1名。
在该游戏推出后，开发商微派网络推出续作游戏《贪吃蛇进化论》。